# Eleição presidencial nos Estados Unidos em 1900
A eleição presidencial dos Estados Unidos de 1900 foi a vigésima-nona eleição presidencial do país. Na eleição anterior, em 1896, os candidatos principais foram o republicano William McKinley e seu adversário democrata, William Jennings Bryan. McKinley venceu a eleição anterior, e novamente em 1900 aconteceu o mesmo. O retorno da prosperidade econômica e recente vitória na Guerra Hispano-Americana ajudou McKinley para marcar uma vitória decisiva. Presidente McKinley escolheu o governador de Nova Iorque Theodore Roosevelt como seu companheiro de chapa, já que o vice-presidente Garret Hobart morreu de insuficiência cardíaca em 1899.

## Processo eleitoral
A partir de 1832, os candidatos para presidente e vice começaram a ser escolhidos através das Convenções. Os delegados partidários, escolhidos por cada estado para representá-los, escolhem quem será lançado candidato pelo partido. Os eleitores gerais elegem outros "eleitores" que formam o Colégio Eleitoral. A quantidade de "eleitores" por estado varia de acordo com a quantidade populacional do estado. Em quase todos os estados, o vencedor do voto popular leva todos os votos do Colégio Eleitoral.

## Convenções

### Convenção Nacional doPartido Republicanode 1900

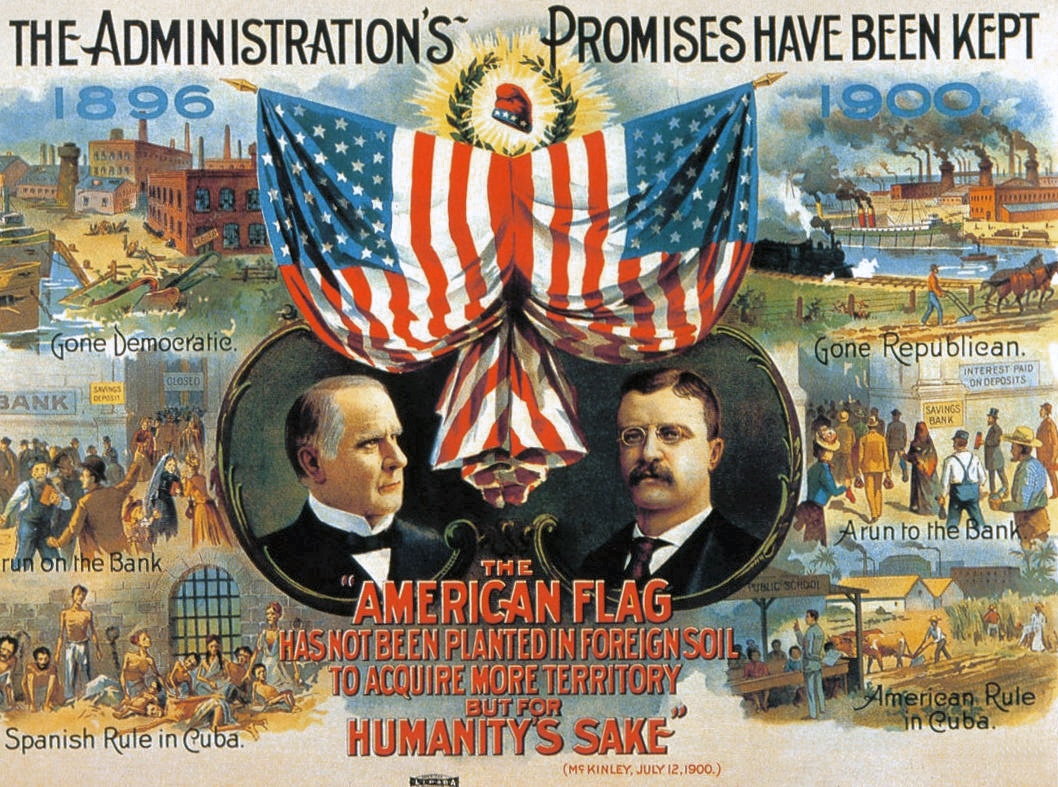
Cartaz republicano da administração de McKinley, comparando a administração anterior de 1896 com a de McKinley em 1900.

A décima-segunda Convenção Nacional do Partido Republicano (Republican Party) foi realizada entre 19 e 21 de junho na Filadélfia. Os 926 delegados republicanos da convenção, renomearam William McKinley por aclamação. Thomas C. Platt, o "chefe" do Partido Republicano do estado de Nova Iorque, não gostava de Theodore Roosevelt quando estava como governador em Nova Iorque, mesmo ele sendo um colega republicano. Os esforços de Roosevelt para a reforma política de Nova Iorque - incluindo a política republicana - levou Platt e líderes de outros estados do Partido Republicano para pressionar o presidente McKinley a aceitar Roosevelt como seu novo vice-candidato presidencial, preenchendo assim o lugar deixado em aberto quando o vice-presidente Garret Hobart morreu em 1899. Elegendo Roosevelt para a vice-presidência, Platt eliminaria Roosevelt da política estado de Nova Iorque. Embora Roosevelt estava relutante em aceitar a vice-presidência, que ele considerava como um escritório relativamente trivial e impotente, a sua grande popularidade entre a maioria dos delegados republicanos levou McKinley para pegá-lo como seu novo companheiro em execução. Ironicamente, Roosevelt seria elevado à presidência, em setembro de 1901, quando McKinley foi assassinado em Buffalo.

### Convenção Nacional doPartido da Proibiçãode 1900
A oitava Convenção Nacional do Partido da Proibição (Prohibition Party) foi realizada entre 27 e 28 de junho em Chicago. Havia 735 delegados presentes de 40 estados. John G. Woolley foi nomeado candidato presidencial com 380 votos a 320 de Silas Comfort Swallow. Henry B. Metcalf foi nomeado candidato vice-presidencial.

### Convenção Nacional doPartido Democratade 1900

Cartaz democrata com Bryan.

Após o retorno de almirante George Dewey da Guerra Hispano-Americana, muitos sugeriram de ele concorrer à presidência pelo bilhete democrata. No entanto, sua candidatura foi atormentado por gafes de relações públicas. Jornais começaram a atacá-lo como ingênuo depois que ele foi citado como tendo dito o cargo de presidente seria fácil, uma vez que o executivo-chefe foi apenas seguir as ordens na execução das leis promulgadas pelo Congresso, e que ele iria "executar as leis do Congresso tão fielmente quanto eu sempre executo as ordens de meus superiores." Pouco tempo depois ele admitiu nunca ter votado em uma eleição presidencial. Ele atraiu críticas ainda mais quando ele sem constrangimento (e profética) disse a um repórter de jornal que, "Nossa próxima guerra será com a Alemanha."
Dewey também irritou alguns protestantes ao se casar com a católica Mildred McLean Hazen (a viúva do general William Babcock Hazen e filha de Washington McLean, proprietário do The Washington Post), em novembro de 1899 e dando-lhe a casa que a nação tinha dado a ele após a guerra.
Dewey desistiu da corrida em meados de maio. William Jennings Bryan foi facilmente nomeado após Dewey retirar-se da corrida. Bryan venceu em 1900 a Convenção Nacional Democrata (Democratic Party) foi realizada entre 4 e 6 de julho em Kansas City (Missouri), conquistando 936 votos dos delegados. O ex-vice-presidente Adlai E. Stevenson foi nomeado para o cargo novamente, vencendo David B. Hill e A. Charles Towne para a nomeação.

### Outras convenções de 1900
O Partido Populista (People's Party), que quatro anos antes havia apoiado Bryan, dividiu-se em duas facções. Um grupo, a facção "Fusion", queria fundir-se com os democratas. A facção de fusão realizou a sua convenção entre 9 e 10 de maio em Sioux Falls, Dakota do Sul, e nomeou William Jennings Bryan para presidente e Charles A. Towne para vice-presidente - Towne, o presidente nacional do Partido Republicano da Prata (Silver Republican Party), mais tarde retirou-se da corrida. Os populistas da outra facção, "Middle of the Road" quis manter sua identidade como um partido político separado, eles se reuniram entre 9 e 10 de maio em Cincinnati e nomou Wharton Barker e Ignatius Donnelly. A facção "Fusion" do grupo populista foi absolvida pelo Partido Democrata, com esta eleição, e embora a facção "Middle of the Road" contestava duas futuras eleições presidenciais, os populistas não eram mais consideradas uma força política séria depois de 1900. O Partido Trabalhista Socialista também dividiu-se, a maior facção formou o Partido Social Democrata (Social Democratic Party) e nomeou Eugene V. Debs para presidente. Este partido foi rebatizado como Partido Socialista após a eleição.

## Campanha

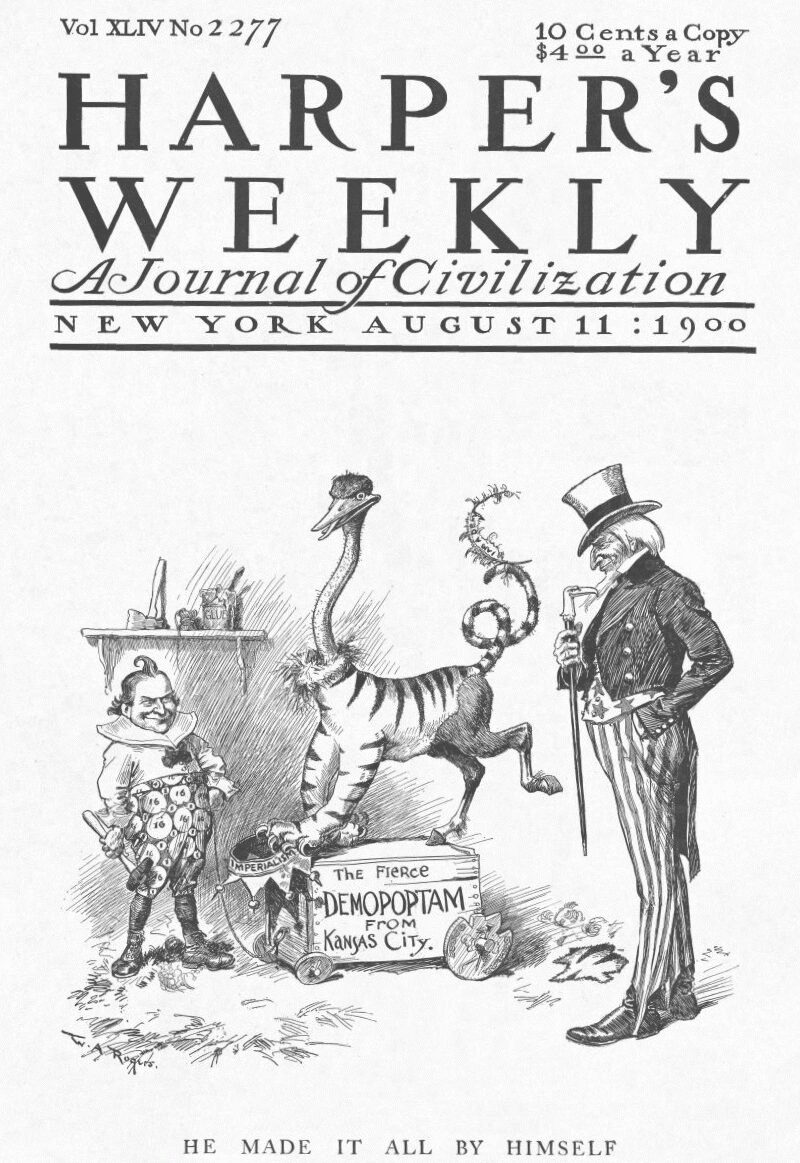
Cartoon político dos conservadores mostra William Jennings Bryan com um martelo e um pote de cola ao lado de um animal bizarro híbrido em uma plataforma com rodas mal construídas, representando a plataforma do Partido Democrata nas eleições de 1900, como Tio Sam observa. A legenda diz: "Ele fez tudo sozinho".

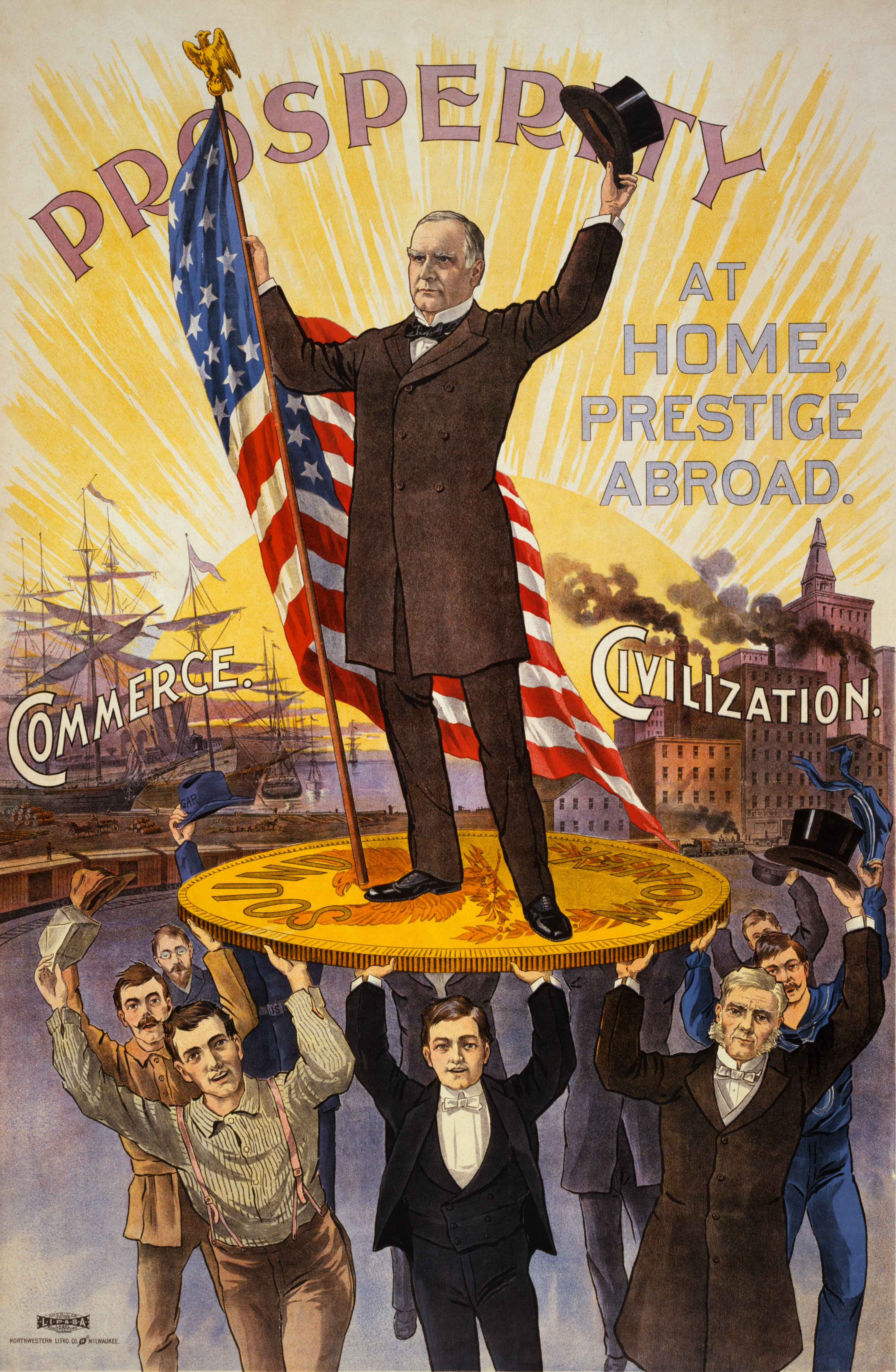
Cartaz da campanha mostrando William McKinley segurando bandeira dos Estados Unidos e de pé sobre uma moeda de ouro, realizada por um grupo de homens, na frente de navios ("comércio") e fábricas ("civilização").

A economia estava crescendo em 1900, assim que o slogan republicano de "Mais Quatro Anos de Balde de Jantar Completo", combinado com a vitória na breve guerra hispano-americana em 1898, teve um forte apelo eleitoral. Theodore Roosevelt tornou-se um herói nacional de luta em Cuba durante a guerra, e como tal ele era um porta-voz do popular para o ticket republicano. Em seus discursos, ele argumentou repetidamente que a guerra tinha sido justa e tinham libertado os cubanos e filipinos da tirania espanhola:
"Há quatro anos o país estava inquieto, porque em nossas muitas portas em uma ilha americana estava se contorcendo em agonia horrível, sob um pior do que o despotismo medieval. Tivemos a nossa Armênia no nosso limite. A situação em Cuba se tornou de tal forma que não podíamos mais ficar quieto e manter um pingo de auto-respeito.... Que chamou a espada e travaram a guerra estrangeira mais justa e brilhantemente bem sucedida que esta geração tem visto."
A campanha de Bryan foi uma reprise de seu grande problema da campanha de 1896, a prata-livre. Não foi tão bem sucedido em 1900 por causa da melhoria da economia e um aumento da oferta de ouro causada pela produção de novos no Alasca e na África do Sul que permitiu que mais dólares de papel pudessem entrar na economia nacional. Na campanha de Bryan, ele atacou McKinley por imperialismo; Bryan argumentou que em vez de Cuba e as Filipinas estarem livres, a administração de McKinley havia simplesmente substituído uma tirania cruel espanhol com um americano um cruel. Bryan foi especialmente duro em suas críticas do esforço militar americano para reprimir uma rebelião sangrenta por guerrilheiros filipinos. Este tema ganhou mais alguns adversários anteriores.
Ambos os candidatos repetiram suas técnicas de campanha de 1896, com William McKinley novamente fazendo "campanha da varanda" em sua casa, em Canton, Ohio; em seu auge, ele cumprimentou dezesseis delegações e 30.000 simpatizantes em um dia. Enquanto isso, William Jennings Bryan levou aos trilhos novamente, viajando 18 mil milhas por centenas de comícios em todo o Centro-Oeste e Leste. Desta vez, ele foi acompanhado por Theodore Roosevelt, companheiro de chapa de McKinley e governador de Nova Iorque, que fez campanha com a mesma energia em 24 estados, cobrindo 21 mil milhas de trem.

### Reivindicações daGuerra Filipino-Americana
O triunfo do exército americano e da Marinha na guerra contra a Espanha foi um fator decisivo na construção de apoio republicano. Os democratas tentaram argumentar que a guerra não acabou por causa da insurgência nas Filipinas, que se tornou seu grande problema. A percepção de que a Guerra Filipina foi chegando ao fim seria um trunfo eleitoral para os republicanos, e a administração de McKinley declarou que houve reduções de tropas lá. Republicanos prometeram que o combate nas Filipinas morreria abaixo de seu próprio acordo no prazo de sessenta dias da reeleição de McKinley. No entanto, como um tenente explicou em uma carta para sua esposa: "Parece bom no papel, mas realmente não houve redução da força aqui. Esses batalhões [homens sendo enviados] são feitos sobre os homens... prestes a ser descarregado."
Além disso, o secretário da Guerra Elihu Root havia um relatório de MacArthur de Setembro de 1900 de que ele não divulgou até depois da eleição. O general Arthur MacArthur, Jr. estava no comando das Filipinas, durante quatro meses, alertando a Washington DC de que a guerra não diminuiria e que o fim não foi sequer à vista. MacArthur acredita que o estágio de guerrilha da guerra estava apenas começando e que os filipinos foram refino de suas técnicas através da experiência. Além disso, a estratégia do líder das Filipinas Emilio Aguinaldo, teve apoio popular. MacArthur escreveu:

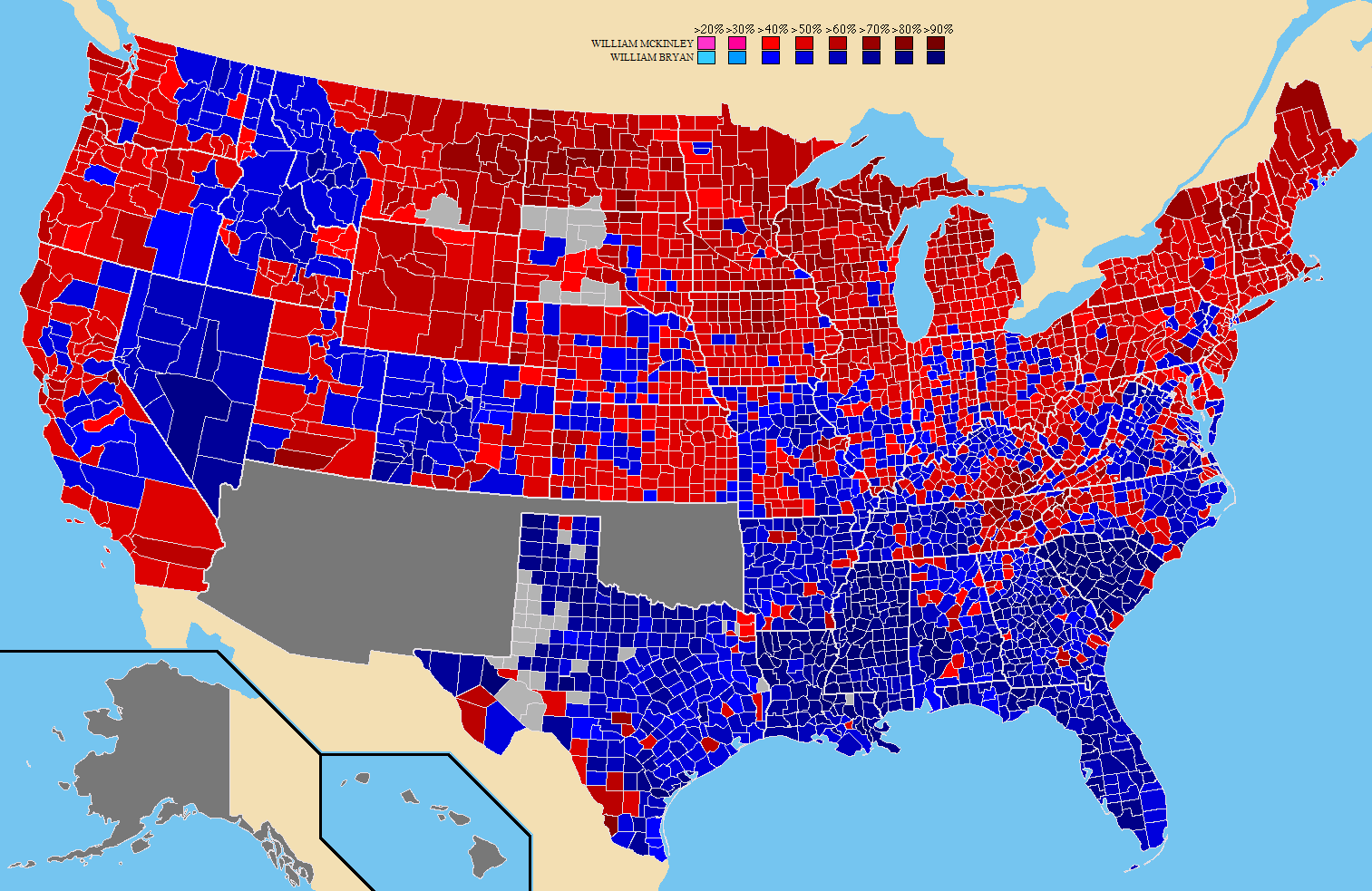
Resultados por cidade:
William McKinley
William Jennings Bryan

"O sucesso deste sistema único da guerra depende da unidade de ação quase completa de toda a população nativa. Que tal unidade é um fato é óbvio demais para admitir discussão; como ele é produzido e mantido não é tão simples. Intimidação, sem dúvida, realizado muito para este fim, mas o medo como o único motivo, dificilmente seria suficiente para explicar a ação unida e aparentemente espontânea de vários milhões de pessoas. Um traidor em cada cidade acabaria por destruir uma organização tão complexa. É mais provável que o princípio adesivo vem de homogeneidade etológicas, o que induz os homens a responder por um tempo aos apelos da liderança consanguíneos, mesmo quando tal ação é contrária aos seus interesses e convicções de oportunidade.

### Votos de militares
No entanto, a maioria dos soldados nas Filipinas não apoiou Bryan. Qualquer menção à eleição de 1900 em cartas dos soldados e diários indicados, o apoio é grande para o ticket republicano de McKinley e Roosevelt. De acordo com o sargento Beverly Daley, até mesmo os "democratas uivando" favoreciam McKinley. Private Hambleton escreveu: "É claro, existem alguns meninos que pensam que Bryan é o queijo inteiro, mas eles não dizem muito."

### A eleição
Apesar dos esforços enérgicos de Bryan, a prosperidade renovou sob McKinley, combinado com a aprovação do público da Guerra Hispano-Americana, McKinley permitiu para ganhar uma vitória confortável. Suas margens de voto popular e e de Colégio Eleitoral, eram maiores do que em 1896. Como em 1896, Bryan fez o melhor tradicionalmente democrata "Sul Sólido" e entre os agricultores no Oeste.

## Resultados
| Candidato presidencial                                           | Partido                                                          | Estado de origem                                                 | Voto popular                                                     | Voto popular                                                     | Colégio Eleitoral | Colégio Eleitoral | Running mate                | Running mate     | Running mate      |
| Candidato presidencial                                           | Partido                                                          | Estado de origem                                                 | Votos                                                            | %                                                                | Votos             | %                 | Candidato vice-presidencial | Estado de origem | Colégio Eleitoral |
| ---------------------------------------------------------------- | ---------------------------------------------------------------- | ---------------------------------------------------------------- | ---------------------------------------------------------------- | ---------------------------------------------------------------- | ----------------- | ----------------- | --------------------------- | ---------------- | ----------------- |
| William McKinley                                                 | Partido Republicano                                              | Ohio                                                             | 7.228.864                                                        | 51,64%                                                           | 292               | 65,3%             | Theodore Roosevelt          | Nova Iorque      | 292               |
| William Jennings Bryan                                           | Partido Democrata                                                | Illinois                                                         | 6.370.932                                                        | 45,52%                                                           | 155               | 34,7%             | Adlai Stevenson I           | Nova Iorque      | 149               |
| John Woolley                                                     | Partido da Proibição                                             | Ohio                                                             | 210.867                                                          | 1,51%                                                            | 0                 | 0%                | Henry Metcalf               | Massachusetts    | 0                 |
| Outros                                                           | Outros                                                           | Outros                                                           | 186.766                                                          | 1,33%                                                            | 0                 | 0%                | Outros                      | Outros           | 0                 |
| Total                                                            | Total                                                            | Total                                                            | 13.997.429                                                       | 100%                                                             | 447               |                   |                             |                  | 444               |
| Votos minímos do Colégio Eleitoral de que se precisa para vencer | Votos minímos do Colégio Eleitoral de que se precisa para vencer | Votos minímos do Colégio Eleitoral de que se precisa para vencer | Votos minímos do Colégio Eleitoral de que se precisa para vencer | Votos minímos do Colégio Eleitoral de que se precisa para vencer | 224               |                   |                             |                  | 224               |

Fonte - Voto popular: Colégio Eleitoral: